# اسلام‌نگر، بدائون
اسلام‌نگر (انگلیسی: Islamnagar, Badaun) شهری است در شهرستان بدائون ایالت اوتار پرادش هندوستان.